# 切瓦皮

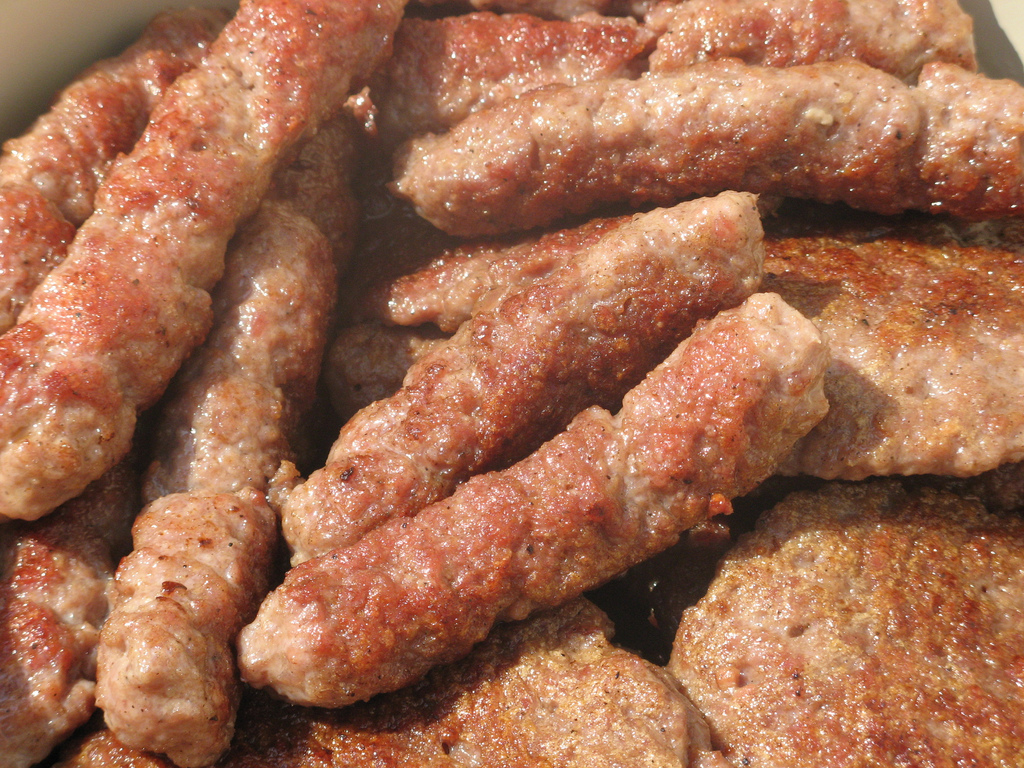
切瓦皮

切瓦皮（西里爾字母：ћевапи，發音：[tɕeʋǎːpi]），又称切瓦普契奇（西里爾字母：ћевапчићи，發音：[tɕeʋǎptʃitɕi]），是流行於巴爾幹半島地區的一種肉食，是用碎肉做成的肉卷。
切瓦皮在波黑和塞爾維亞被視為國菜，此外在克羅埃西亞、蒙特內哥羅、斯洛維尼亞、阿爾巴尼亞、北馬其頓、保加利亞和羅馬尼亞也很流行。